# العلاقات الأمريكية الكورية الجنوبية
تُعد علاقات كوريا الجنوبية والولايات المتحدة من العلاقات الدولية الوثيقة منذ 1950، عندما ساعدت الولايات المتحدة في إنشاء دولة كوريا الجنوبية الحديثة وقاتلت إلى جانبها بدعم من الأمم المتحدة في الحرب الكورية (1950 - 1953). وخلال العقود الأربع اللاحقة، تقدمت كوريا الجتوبية تقدمًا كبيرًا على الصعد السياسية والاقتصادية والعسكرية، وخفضت على نحو ملحوظ اعتمادها على الولايات المتحدة. ومن إدارة رو تاي وو إلى إدارة رو مو هيون، سعت كوريا الجنوبية إلى إقائمة شراكة مع الولايات المتحدة، وهو ما جعل العلاقة بين الدولتين معرضة لبعض الضغوط، خاصة بسبب التصريحات المعادية للولايات المتحدة وكوريا لدى الجانبين. إلا أن العلاقات بين الدولتين تحسنت كثيرًا في عهد إي ميونغ باك المحافظ والمؤيد للتقرب من الولايات المتحدة. في لقاء قمة العشرين في لندن 2009، وصف الرئيس الأمريكي باراك أوباما كوريا الجنوبية بأنها «واحدة من أقرب حلفاء أمريكا وأعظم أصدقائها.» واختيرت كوريا الجنوبية لتكون حليفًا رئيسيًّا خارج الناتو.

## الخلفية التاريخية
المقالة الرئيسية: تقسيم كوريا والحرب الكورية
تصاعدت حدة الاشتباكات الحدودية والغارات على خط 38 إلى درجة حرب مفتوحة عندما تقدمت القوات الكورية الشمالية لغزو كوريا الجنوبية في 25 يونيو، 1950. وردًّا على ذلك، تدخلت 16 دولة من أعضاء الأمم المتحدة، من بينهم الولايات المتحدة، دفاعًا عن كوريا الجنوبية. وكان هذا أول نزاع مسلح ملحوظ في الحرب الباردة وقد شهد نشر كثيف للقوات والأسلحة من أمريكا والدول الأخرى.

## العلاقات العسكرية
اتفقت كوريا الجنوبية والولايات المتحدة على التحالف العسكري في 1953. ويرابط في كوريا الجنوبية نحو 29,000 عسكري أمريكي. واتفق الجانبان على التعهد بتطوير رؤية التحالف للتعاون الدفاعي في المستقبل. ووفقًا لما هو متفق عليه بين الدولتين، ستخضع القوات المسلحة الكورية الجنوبية للقيادة العسكرية الأمريكية في حال نشبت الحرب الكورية من جديد. ومن المخطط أن تعاد القيادة لكوريا الجنوبية في 2020.
تجري الدولتان مناورات مشتركة يشارك فيها عشرات الآلاف من القوات، غالبًا ما تستثير هذه المناورات تصريحات معادية وتهديدات بحرب نووية من جانب كوريا الشمالية. في 2016، تناقلت وسائل الإعلام مشاركة 15 ألف عسكري أمريكي ونحو 300 ألف عسكري من قوات كوريا الجنوبية.
لم تسمح الولايات المتحدة بنقل تقنيات صفيف المسح الإلكتروني النشط وغيرها من التقنيات التي سعت كوريا الجنوبية إلى الحصول عليها من أمريكا لتطوير مقاتلات الجيل الخامس محليًّا. وفي أكتوبر 2015، أعاد وزير الدفاع الأمريكي أشتون كارتر تأكيد رفض بلاده لنقل هذه التقنيات.